# European Federation for Welding, Joining and Cutting

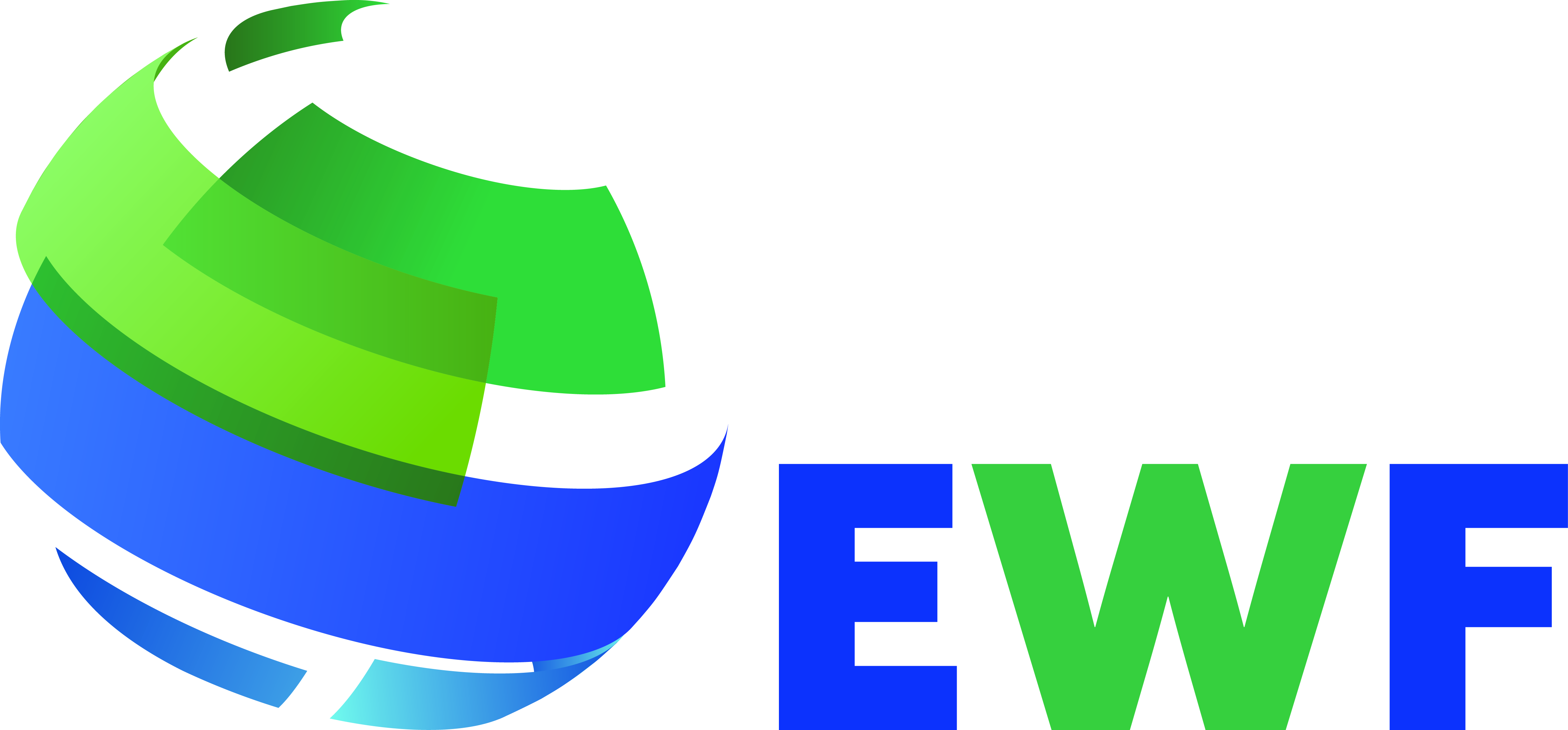

Die European Federation for Welding, Joining and Cutting (EWF) ist der Europäische Verband für Schweißen, Fügen und Schneiden. Es ist ein gemeinnütziger technisch-wissenschaftlicher Verband, dem bisher 31 schweißtechnische Verbände oder Institute als Mitglieder aus ebenso vielen Ländern angehören.

## Ziele und Aufgaben
Der Verband hat das Ziel, die Ausbildung auf dem Gebiet des Schweißens und der verwandten Verfahren zunächst europaweit und später weltweit zu vereinheitlichen. Er hat auf diesem Gebiet Pionierarbeit geleistet und basierend auf dem vom Deutschen Verband für Schweißtechnik entwickelten Qualifizierungssystem für schweißtechnisches Personal durch die Erstellung von entsprechenden internationalen Normen ein umfassendes, von allen Mitgliedsländern genutztes Ausbildungs- und Prüfungssystem geschaffen.
Dieses Qualifizierungssystem beschreibt neben der praktischen Ausbildung von Schweißern die Schulung von Aufsichts- und Führungskräften. Hierzu zählen der Schweißfachmann, Schweißtechniker und Schweißfachingenieur ebenso wie der Schweißgüteprüfer.
Neben der Bearbeitung von metallischen Werkstoffen werden auch Kunststoffe berücksichtigt. Außer dem Qualifizierungssystem für Personen auf dem Gebiet des Fügens, Trennens und Beschichtens bietet der Europäische Verband für Schweißtechnik auch ein System zur Zertifizierung des aktuellen Wissens von schweißtechnischen Führungskräften sowie zur Zertifizierung von Unternehmen nach ISO 3834 an. Die Ausbildung von Personal zum thermischen Spritzen, das Unterwasserschweißen und das strukturelle Kleben sind als Spezialgebiete abgedeckt.

## Geschichte
Der Europäische Verband für Schweißtechnik ist aus dem 1974 geschaffenen Europäischen Rat für Kooperation in der Schweißtechnik (European Council for Cooperation in Welding – ECCW) hervorgegangen und wurde formell am 1. Januar 1992 gegründet.